# مقاطعة فريدآباد
مقاطعة فريدآباد هي واحدة من 22 مقاطعة تابعة لولاية هاريانا الهندية وتقع مدينة فريدآباد في المقر الرئيسي للمنطقة. تقع المدينة ضمن منطقة العاصمة الوطنية المركزية في دلهي، ويمر بها الطريق الوطني دلهي-ماثورا-آغرا الشهير (الطريق السريع الوطني رقم 44). تمتد المنطقة على مساحة 741 كيلومترًا مربعًا، وبحسب تعداد السكان الصادر عام 2011 بلغ عدد سكانها 1،809،733 نسمة. أنشأت حكومة ولاية هاريانا تقسيمًا جديدًا لمنطقة فريدآباد تضم المقاطعات - فريداباد، نوه وبالوال.
كانت المنطقة في عام 2011 ثاني أكثر المناطق كثافة سكانية في ولاية هاريانا بعد مقاطعة غورغاون.

## تاريخيًا
أُسست المنطقة بعد الانفصال عن مقاطعة غورغاون في 15 أغسطس 1979. تقع المنطقة في المنطقة الثقافية لبراج. كانت تيلبات (تُعرف باسم "تيلبراستا" حينذاك)، وهي بلدة قريبة من فريد آباد وتُعد من أكثر مدن المنطقة من حيث الكثافة السكانية، وهي واحدة من القرى الخمس التي طالب بها باندافاس من أجل السلام ولتجنب حرب كارثيّة.

## التركيبة السكانيّة
وفقًا لتعداد السكان الصادر عام 2011، بلغ عدد سكان مدينة فريدآباد 1،809،733 نسمة، وهذا يمنحها المرتبة 266 في الهند
(من إجمالي 640 مدينة). تشتهر المدينة بكثافة سكانية تبلغ 2،442 نسمة لكل كيلومتر مربع. كما بلغ معدل نمو سكانها خلال العقد 2001-2011 نسبة 31.75٪. ويبلغ معدل التوزيع بين الجنسين في فريدآباد 873 أنثى لكل 1000 ذكر، ومعدل الأمية يبلغ 83٪. يشكل الجدول الزمني للقبائل المجدولة 12.37٪ من إجمالي السكان.

## روابط خارجية
- موقع منطقة فريد آباد
- خريطة منطقة فريد آباد